# Erbéviller-sur-Amezule
Erbéviller-sur-Amezule é uma comuna francesa na região administrativa de Grande Leste, no departamento de Meurthe-et-Moselle. Estende-se por uma área de 4,45 km². Em 2010 a comuna tinha 76 habitantes (densidade: 17,1 hab./km²).